# Dan Labraaten
Dan Labraaten, född 5 september 1951 i Arvika, är en svensk före detta professionell ishockeyspelare.
Dan Labraaten blev ishockeyfostrad i Grums IK innan han började spela ishockey i Leksands IF med vilka han vann tre SM-guld. Han spelade därefter 268 matcher i NHL och 111 matcher i WHA mellan åren 1976 och 1982. Han flyttade senare tillbaka till Leksand och spelade sex avslutande säsonger i Leksands IF. Han avslutade spelarkarriären 1988.
Dan Labraaten spelade för Sveriges landslag vid sex VM, och ett Canada Cup, 1976. Han är Stor grabb nummer 93 i ishockey.
Efter karriären som ishockeyspelare blev han talangscout för New Jersey Devils till 2016. Han kom inte överens med klubben om en fortsättning och lämnade för att dra sig tillbaka. I samband med det kontaktades han av Vegas Golden Knights, och skrev på som talangscout för ett år, med option på ett andra.

## Meriter
- VM-silver: 1986
- VM-brons: 1974, 1975, 1976, 1979
- SM-guld: 1973, 1974, 1975
- Vinnare av Avco World Trophy (WHA) 1978
- Vinnare av skytteligan Elitserien 1984

## Klubbar
- Grums IK, 1966–1969, Division II
- Leksands IF, 1969–1976, Division I/Elitserien (Sveriges högsta division)
- Winnipeg Jets, 1976-1978, WHA
- Detroit Red Wings, 1978–1981, NHL
- Calgary Flames, 1981–1982, NHL
- Leksands IF, 1982–1988, Elitserien